# Крекінг-установка у Бріндізі
Крекінг-установка у Бріндізі — виробництво нафтохімічної галузі на південному сході Італії.
Спершу виробництвом етилену в Бріндізі займалась компанія Montedison, установка парового крекінгу якої річною потужністю 230 тисяч тонн була у 1977-му зруйнована вибухом. Відбудовувати це технологічно застаріле та обтяжене зайвим персоналом виробництво не стали, зате у 1990-х компанія Polimeri Europa (в подальшому перейменована на Eni Versalis) запустила нову піролізну установку потужністю 440 тисяч тонн етилену на рік. Цей олефін призначався для двох ліній полімеризації потужністю по 200 тисяч тонн, введених у 1997 році.
Як сировину використовують газовий бензин (naphtha), котрий постачається з нафтопереробного заводу в Таранто. Це дозволяє також продукувати більш важкі, аніж етилен, ненасичені вуглеводні. Так, станом на 2009 рік потужність майданчику по пропілену становила 230 тисяч тонн. Його споживачем є розташовані у Бріндізі лінії поліпропілену загальною потужністю 438 тисяч тонн, котрі наразі належать американському концерну LyondellBasell.
Крім того, у Бріндізі можуть випускати 140 тисяч тонн бутадієну на рік. Можливо відзначити, що з появою внаслідок «сланцевої революції» в США великого ресурсу етану, власник бріндізійського майданчику оголосив про можливість часткової конвертації установки під використання більш легкої сировини. При цьому саме попит на продукти з фракції С4 є вирішальним у прийнятті такого рішення, оскільки при піролізі етану практично єдиним продуктом є етилен.